# 赫爾曼·亞歷山大·迪爾斯

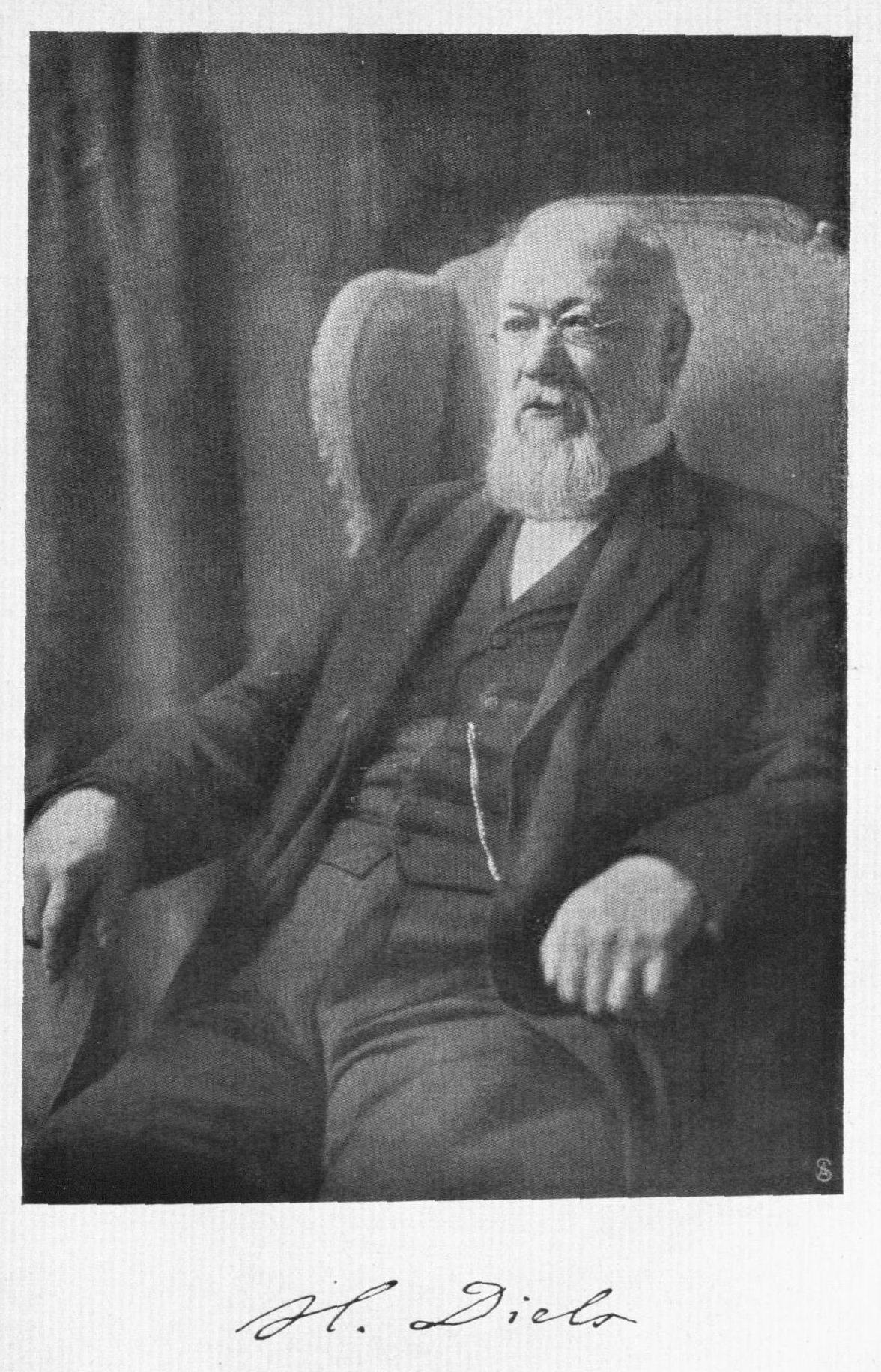
赫爾曼·亞歷山大·迪爾斯

赫爾曼·亞歷山大·迪爾斯（德語： 1848年5月18日—1922年6月4日）德国古典学者。

## 生平
生于威斯巴登，毕业于波恩大学和柏林大学。與瓦爾特·克蘭茲同作，收集並整理前蘇格拉底時期的相關文獻，出版了前苏格拉底残篇。這部作品不但是古希臘哲學的權威著作，亦令他成為近代希腊哲学研究的奠基人之一。